# ژیخوویتسه
ژیخوویتسه (به لاتین: Žichovice) یک منطقهٔ مسکونی در جمهوری چک است که در شهرستان کلاتووی واقع شده‌است. ژیخوویتسه ۵٫۲۵ کیلومتر مربع مساحت و ۶۶۵ نفر جمعیت دارد و ۴۵۰ متر بالاتر از سطح دریا واقع شده‌است.